# 十里镇 (西和县)
十里镇，是中华人民共和国甘肃省陇南市西和县下辖的一个乡镇级行政单位。
2016年，甘肃省民政厅批复同意撤销十里乡，设立十里镇。

## 行政区划
十里镇下辖以下地区：
元滩村、十里村、马台村、板桥村、王川村、土桥村、杨家河村、何沟村、避风村、二郎村、姚河村、陆山村、剡河村、小麦村、李河村、梁集村、甸沟村、佘铺村、仁义村、龚庄村、前门村、董庵村、青羊村、段集村、赵家河村、云周村、刘堡村、刘集村、孟川村、张集村、麻元村、后川村、小页村和大小庄村。